# Pam Shriver
Pamela Howard Shriver (Baltimore (Maryland), 4 juli 1962) is een voormalig tennisspeelster uit de Verenigde Staten van Amerika.
In het vrouwendubbelspel vestigde zij samen met landgenote Martina Navrátilová een record: zij wonnen 109 aaneengesloten partijen, een reeks die was begonnen op 13 juni 1983, met een overwinning op Beverly Mould en Elizabeth Sayers tijdens de eerste ronde van het WTA-toernooi van Eastbourne, en die werd verbroken op 6 juli 1985 op Wimbledon toen zij in de finale verloren van Kathy Jordan en Elizabeth Smylie. Tijdens deze reeks wonnen zij 22 titels, waarvan acht grandslamtitels.
In 1986 ontving Shriver de Sarah Palfrey Danzig Award. In 2002 werd zij opgenomen in de internationale Tennis Hall of Fame.

## Loopbaan
Samen spelend met Martina Navrátilová won zij zeven keer op rij (1982–1989) het dubbelspel van het Australian Open (in 1986 werd het toernooi niet gespeeld). Totaal won zij tijdens haar loopbaan 21 titels in het enkelspel en 111 in het dubbelspel. Zij won 22 grandslamtitels: 21 in het vrouwendubbelspel en één in het gemengd dubbelspel. Op de Olympische spelen van 1988 in Seoel won zij samen met Zina Garrison de gouden medaille in het vrouwendubbelspel, door in de finale Jana Novotná en Helena Suková te verslaan.

### Landenteamtoernooien
In de periode 1978–1987 vertegenwoordigde Shriver haar land vijfmaal bij de Wightman Cup. Bij haar eerste deelname aan het Amerikaanse Fed Cup-team, in 1986, wonnen zij de titel – in de finale van de Wereldgroep versloegen zij het team uit Tsjecho-Slowakije. Het jaar erna bereikten zij eveneens de finale, maar die verloren zij van West-Duitsland. Bij haar derde deelname, in 1989, wisten de Amerikanen de finale te winnen van de Spaanse dames. In 1992 was de halve finale het eindstation, doordat het Duitse team revanche nam.

## Privéleven
Pam Shriver huwde in 2002 met voormalig James Bond-acteur George Lazenby. Samen hebben zij drie kinderen. Op 8 augustus 2008 vroeg Shriver een scheiding aan.

## Grandslamfinales enkelspel (1)

### Verliezend finaliste (1)
| jaar | toernooi | tegenstandster | score    |
| ---- | -------- | -------------- | -------- |
| 1978 | US Open  | Chris Evert    | 5-7, 4-6 |

## Grandslamfinales vrouwendubbelspel (27)

### Winnares (21)
| jaar | toernooi            | partner             | tegenstandsters                      | score         |
| ---- | ------------------- | ------------------- | ------------------------------------ | ------------- |
| 1981 | Wimbledon           | Martina Navrátilová | Kathy Jordan Anne Smith              | 6-3, 7-6      |
| 1982 | Wimbledon (2)       | Martina Navrátilová | Kathy Jordan Anne Smith              | 6-4, 6-1      |
| 1982 | Australian Open     | Martina Navrátilová | Claudia Kohde-Kilsch Eva Pfaff       | 6-4, 6-2      |
| 1983 | Wimbledon (3)       | Martina Navrátilová | Rosie Casals Wendy Turnbull          | 6-2, 6-2      |
| 1983 | US Open             | Martina Navrátilová | Rosalyn Fairbank Candy Reynolds      | 6-7, 6-1, 6-3 |
| 1983 | Australian Open (2) | Martina Navrátilová | Anne Hobbs Wendy Turnbull            | 6-4, 6-7, 6-2 |
| 1984 | Roland Garros       | Martina Navrátilová | Claudia Kohde-Kilsch Hana Mandlíková | 5-7, 6-3, 6-2 |
| 1984 | Wimbledon (4)       | Martina Navrátilová | Kathy Jordan Anne Smith              | 6-3, 6-4      |
| 1984 | US Open (2)         | Martina Navrátilová | Anne Hobbs Wendy Turnbull            | 6-2, 6-4      |
| 1984 | Australian Open (3) | Martina Navrátilová | Claudia Kohde-Kilsch Helena Suková   | 6-3, 6-4      |
| 1985 | Roland Garros (2)   | Martina Navrátilová | Claudia Kohde-Kilsch Eva Pfaff       | 4-6, 6-2, 6-2 |
| 1985 | Australian Open (4) | Martina Navrátilová | Claudia Kohde-Kilsch Helena Suková   | 6-3, 6-4      |
| 1986 | Wimbledon (5)       | Martina Navrátilová | Hana Mandlíková Wendy Turnbull       | 6-1, 6-3      |
| 1986 | US Open (3)         | Martina Navrátilová | Hana Mandlíková Wendy Turnbull       | 5-7, 6-3, 6-2 |
| 1987 | Australian Open (5) | Martina Navrátilová | Zina Garrison Jackson Lori McNeil    | 6-1, 6-0      |
| 1987 | Roland Garros (3)   | Martina Navrátilová | Steffi Graf Gabriela Sabatini        | 6-2, 6-1      |
| 1987 | US Open (4)         | Martina Navrátilová | Kathy Jordan Elizabeth Smylie        | 5-7, 6-4, 6-2 |
| 1988 | Australian Open (6) | Martina Navrátilová | Chris Evert Wendy Turnbull           | 6-0, 7-5      |
| 1988 | Roland Garros (4)   | Martina Navrátilová | Claudia Kohde-Kilsch Helena Suková   | 6-2, 7-5      |
| 1989 | Australian Open (7) | Martina Navrátilová | Patty Fendick Jill Hetherington      | 3-6, 6-3, 6-2 |
| 1991 | US Open (5)         | Natallja Zverava    | Jana Novotná Larisa Savtsjenko       | 6-4, 4-6, 7-6 |

### Verliezend finaliste (6)
| jaar | toernooi            | partner             | tegenstandsters                      | score         |
| ---- | ------------------- | ------------------- | ------------------------------------ | ------------- |
| 1980 | US Open             | Betty Stöve         | Billie Jean King Martina Navrátilová | 6-7, 5-7      |
| 1981 | Australian Open     | Martina Navrátilová | Kathy Jordan Anne Smith              | 2-6, 5-7      |
| 1985 | Wimbledon           | Martina Navrátilová | Kathy Jordan Elizabeth Smylie        | 7-5, 3-6, 4-6 |
| 1985 | US Open (2)         | Martina Navrátilová | Claudia Kohde-Kilsch Helena Suková   | 7-6, 2-6, 3-6 |
| 1989 | US Open (3)         | Mary Joe Fernandez  | Hana Mandlíková Martina Navrátilová  | 7-5, 4-6, 4-6 |
| 1993 | Australian Open (2) | Elizabeth Smylie    | Gigi Fernández Natallja Zverava      | 4-6, 3-6      |

## Grandslamfinales gemengd dubbelspel (1)

### Winnares (1)
| jaar | toernooi      | partner        | tegenstandsters              | score    |
| ---- | ------------- | -------------- | ---------------------------- | -------- |
| 1987 | Roland Garros | Emilio Sánchez | Lori McNeil Sherwood Stewart | 6-3, 7-6 |

## Resultaten grandslamtoernooien
| Legenda | Legenda                          |
| ------- | -------------------------------- |
| g.t.    | geen toernooi gehouden           |
| l.c.    | lagere categorie                 |
| –       | niet deelgenomen                 |
| G       | uitgeschakeld in de groepsfase   |
| 1R      | uitgeschakeld in de eerste ronde |
| 2R      | uitgeschakeld in de tweede ronde |
| 3R      | uitgeschakeld in de derde ronde  |
| 4R      | uitgeschakeld in de vierde ronde |
| KF      | uitgeschakeld in de kwartfinale  |
| HF      | uitgeschakeld in de halve finale |
| F       | de finale verloren               |
| W       | het toernooi gewonnen            |
| w-v     | winst/verlies-balans             |

### Enkelspel
| Toernooi        | 1978 | 1979 | 1980 | 1981 | 1982 | 1983 | 1984 | 1985 | 1986 | 1987 | 1988 | 1989 | 1990 | 1991 | 1992 | 1993 | 1994 | 1995 | 1996 |
| --------------- | ---- | ---- | ---- | ---- | ---- | ---- | ---- | ---- | ---- | ---- | ---- | ---- | ---- | ---- | ---- | ---- | ---- | ---- | ---- |
| Australian Open | –    | –    | KF   | HF   | HF   | HF   | KF   | 4R   | g.t. | KF   | 4R   | 3R   | 3R   | 3R   | 3R   | 1R   | 2R   | 1R   | 1R   |
| Roland Garros   | –    | –    | –    | –    | –    | 3R   | –    | –    | –    | –    | –    | –    | –    | –    | –    | –    | 1R   | –    | –    |
| Wimbledon       | 3R   | 2R   | 4R   | HF   | 4R   | 2R   | KF   | KF   | 1R   | HF   | HF   | 3R   | –    | 3R   | 2R   | –    | 3R   | 1R   | 2R   |
| US Open         | F    | 1R   | KF   | 4R   | HF   | HF   | KF   | KF   | KF   | KF   | 2R   | 1R   | –    | 3R   | 2R   | 1R   | 2R   | 2R   | 1R   |

### Vrouwendubbelspel
| Toernooi        | 1978 | 1979 | 1980 | 1981 | 1982 | 1983 | 1984 | 1985 | 1986 | 1987 | 1988 | 1989 | 1990 | 1991 | 1992 | 1993 | 1994 | 1995 | 1996 | 1997 |
| --------------- | ---- | ---- | ---- | ---- | ---- | ---- | ---- | ---- | ---- | ---- | ---- | ---- | ---- | ---- | ---- | ---- | ---- | ---- | ---- | ---- |
| Australian Open | –    | –    | KF   | F    | W    | W    | W    | W    | g.t. | W    | W    | W    | 1R   | 2R   | HF   | F    | HF   | 2R   | 1R   | 1R   |
| Roland Garros   | –    | –    | –    | –    | –    | –    | W    | W    | –    | W    | W    | –    | –    | –    | –    | 2R   | 2R   | –    | –    | –    |
| Wimbledon       | 1R   | –    | KF   | W    | W    | W    | W    | F    | W    | KF   | 3R   | HF   | –    | HF   | HF   | HF   | KF   | KF   | 3R   | 1R   |
| US Open         | HF   | 3R   | F    | HF   | HF   | W    | W    | F    | W    | W    | HF   | F    | –    | W    | HF   | 3R   | 3R   | KF   | 1R   | –    |

### Gemengd dubbelspel
| Australian Open | –  | –  | –  | –  | – | –  | HF | KF | KF | 2R | –  | –  |
| Roland Garros   | –  | –  | –  | 2R | W | 3R | –  | –  | 3R | 2R | –  | –  |
| Wimbledon       | –  | –  | HF | –  | – | –  | 2R | 2R | –  | HF | –  | KF |
| US Open         | 3R | 2R | –  | –  | – | –  | 1R | 1R | 1R | –  | 1R | –  |